# Баянцагаан (Туве)
Баянцагаан (монг. Баянцагаан) — сомон аймака Туве, Монголия. Славится своими лошадьми.
Центр сомона — посёлок Зогсоол находится в 113 километрах от города Зуунмод и в 156 километрах от столицы страны — Улан-Батора.
Есть школа, больница, культурный и торгово-обслуживающий центры.

## География
На территории сомона есть несколько солёных озёр. Водятся лисы, корсаки, зайцы.
Климат резко континентальный. Средняя температура января -22°С, июля +27°С.